# Salamon József Vazul
Salamon József Vazul (Salamon József Bazil, Kalazanci Szent Józsefről nevezett) (Vác, 1781. február 8. – Pozsony, 1813. július 28.) bölcseleti doktor, történész, piarista áldozópap és tanár.

## Élete
1796-ban lépett a rendbe, miután tanulmányait folytatta és ideiglenesen 1798-99-ben Nyitrán, 1799-1801-ben Tatán tanított. 1802-ben a pesti egyetemen bölcseletdoktori oklevelet nyert; a filozófiát 1802-03-ban Vácott, a teológiát 1804-06-ban Veszprémben végezte. 1804-ben szentelték pappá. Mint jeles hitszónok nemsokára elhíresedett. Házfőnök volt Tatán és Veszprémben. Tanár volt a szegedi líceumban, ahol a magyar- és világtörténelmet adta elő. 1811. március 22-től pedig a pozsonyi akadémián ugyanazon tárgyakat tanította haláláig.
Költeményei a Magyar Kurirban (1799. I. 13. sz. Ode ad castissimam Virginem Tatensium patronam, II. 15. sz. Ode quam ill. com. Nicolao Esterházy connubii foedere inclyto scripsit... Anno 1799)

## Művei
- Tiszt. Salamon János urat, a váczi megyének felszentelt papját öröme napján, az az: midőn elsőben bemutatta volna a seregek urának a dicséret áldozattyát testvér öcscse... igaz buzgóságából élő nyelven így tisztelte Váczon Mind-Szent havának 20. napján 1799. Vácz
- Ode Exc. III. D. Francisco e Com. Eszterházy de Galantha... 1801
- Az Istennek külső tisztöletéről. A keresztjáró hétnek második napján így szóllott... Veszprém (1804)
- A papi személynek szoros hivatasárúl Zirczen első szent mise szolgáltatásának alkalmatosságáról így szóllott... 1805. Pünkösd napján. Veszprém
- Jambus rev. ac magn. Dno Michaeli Ant. Paintner renunciatio per districtum litterarium Jaurinensem studiorum directori scriptus a J. B. S. 1805. Veszprém
- A keresztény hitvallásnak bé-folyásáról a polgári társaság boldogságára. A keresztjáró hétnek második napján. Így szóllott... 1805. Veszprém
- Az Isten akarattyán való megnyugvásról a keresztjáró hétnek második napján így szóllott... 1806. Veszprém
- Az új testamentomi áldozatnak érdeméről. Első szent mise szolgáltatása alkalmával... Adándon. Veszprém, 1806
- Az oltári szentségről. (Úr-napján) így szóllott... 1806. Veszprém
- Insignis adhortatio patrio idiomate ad nobilem militiam hungaram adversus hostem proficiscentem, sereniss. archiduci et pro-regi oblata in provincia. Csongradiensi. Szegedini, 1809
- Az 1809. eszt. October 14. napján lett békességkötés után, a közönséges hálaadás alkalmatosságával Szegeden mondatott prédikátzió. Szegedini
- Steph. Vedres, Dissertatio de fundo publico, in commodum Regni Hungariae et provinciarum eidem adnexarum erigendo, ex Hungarico latine reddita et animadversionibus illustrata. Szegedini, 1809
- Az imádkozó keresztény... Szegedini
- Introductio ad historiarum institutiones in usum auditorum suorum. Posonii, 1812
- Ad Excel. ac Illustr. Dnum Josephum e com. Szapáry conjugi sui carissimi Joanne e com. Gatterburg justa persolventem 1812. Szegedini